# ثلمة الفك السفلي
الجزء الأعلى من رأد الفك السفلي حيث يبرز ناتئ إكليلاني من الأمام وناتئ شبه لقمي من الخلف يوجد تقعر يسمى بثلمة الفك السفلي. يسمح هذا التقعر بمرور العصب الماضغي والشريان الماضغي والوريد الماضغي.